# Dorothy Gibson

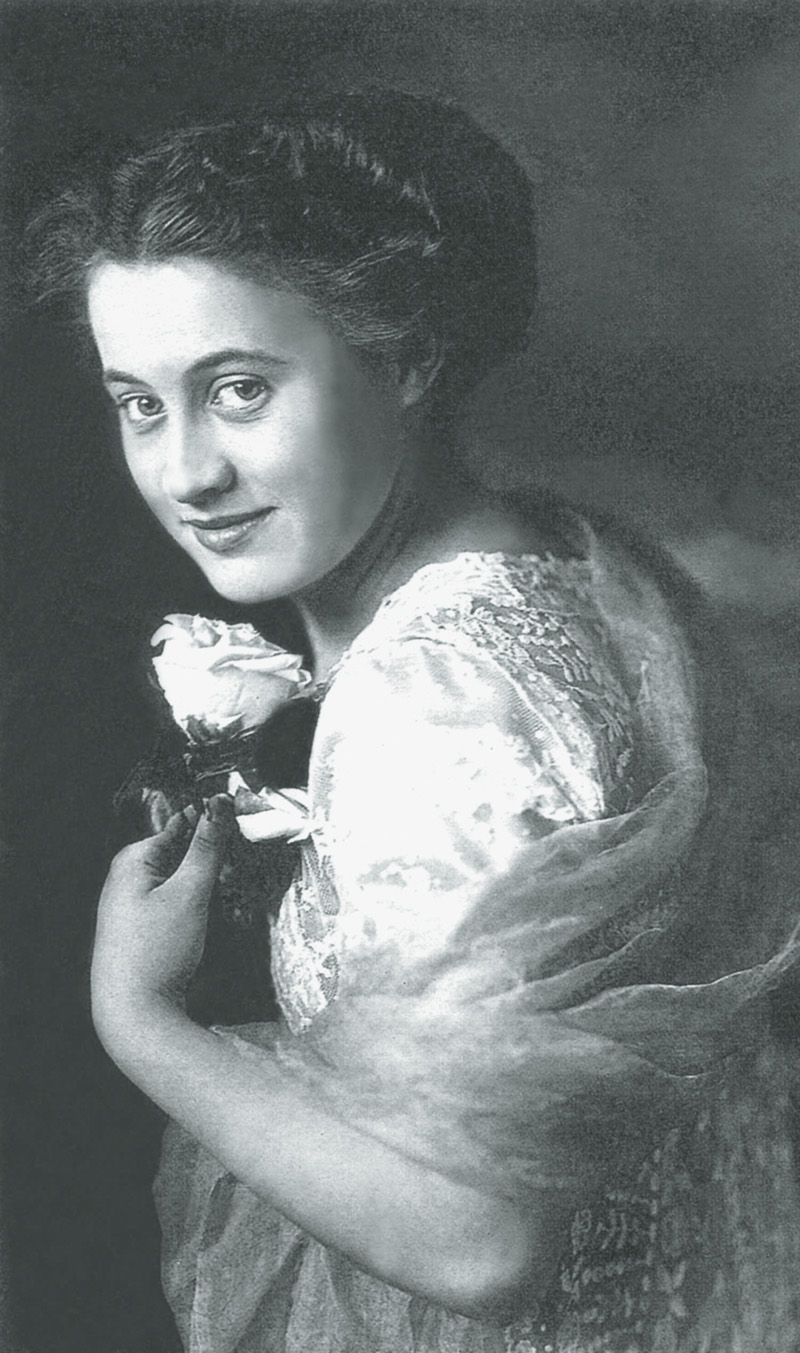
Dorothy Gibson, 1911

Dorothy Gibson (* 17. Mai 1889 in Hoboken, New Jersey als Dorothy Winifred Brown; † 17. Februar 1946 in Paris) war eine US-amerikanische Stummfilmdarstellerin, die hauptsächlich als Überlebende des Titanic-Unglücks und durch ihr Mitwirken an dem Film Saved from the Titanic bekannt wurde.

## Leben

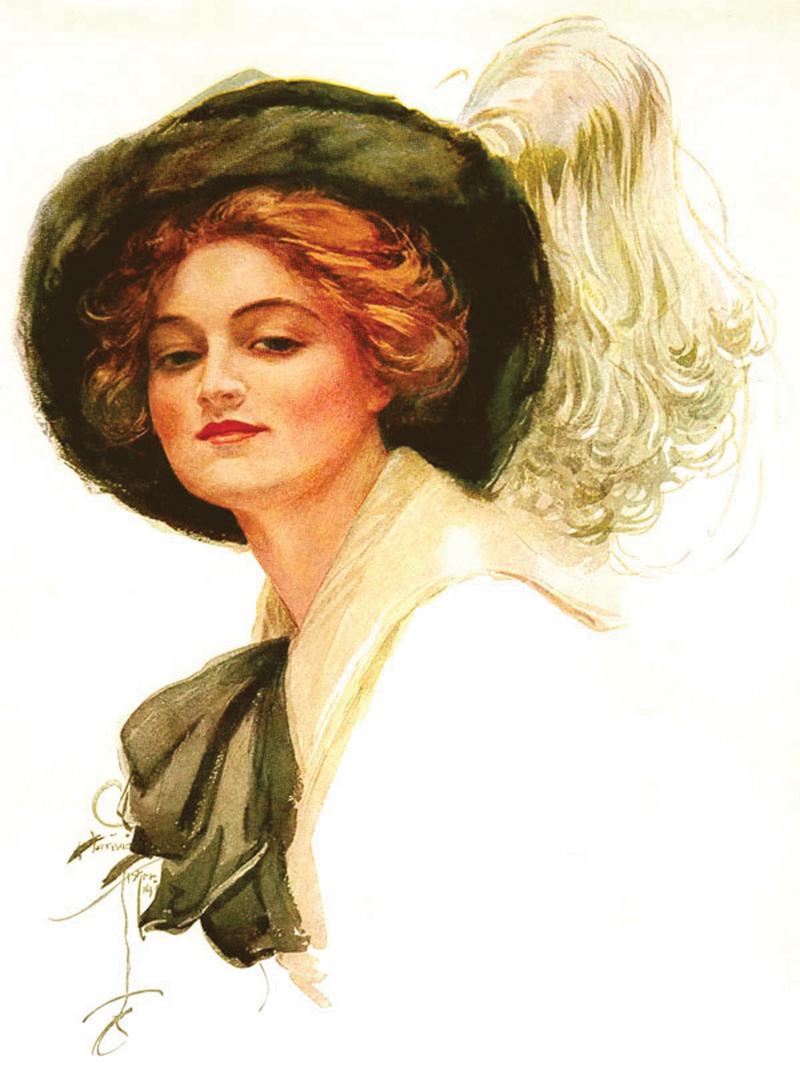
Dorothy Gibson (Gemälde von Harrison Fisher, 1911)

Gibson war die Tochter von John A. Brown und dessen Frau Pauline Caroline Boeson. Nach dem Tod ihres Vaters heiratete ihre Mutter John Leonard Gibson und Dorothy nahm dessen Nachnamen an. Am 10. Februar 1910 heiratete sie den Pharmazeuten George Henry Battier, Jr. Sie trennten sich kurz danach, die Ehe wurde 1916 geschieden.
Ab 1906 war Dorothy als Sängerin, Tänzerin und Schauspielerin in verschiedenen Broadway-Stücken zu sehen. 1907 spielte sie in Charles Frohmans The Dairymaids. In Fort Lee arbeitete sie als Darstellerin für die Ecair Studios. Sie war zudem Mitglied des Chors, der in den Produktionen der Gebrüder Shubert im New Yorker Hippodrome Theatre mitwirkte.
Gibson befand sich mit ihrer Mutter Pauline im Frühjahr 1912 auf einer Urlaubsreise durch Italien. Es standen weitere Dreharbeiten in New Jersey an, daher gingen Gibson und ihre Mutter am Mittwoch, dem 10. April 1912 im französischen Cherbourg als Passagiere Erster Klasse an Bord des neuen britischen Luxusdampfers Titanic, um in die USA zurückzukehren. Am Abend der Kollision der Titanic mit dem Eisberg, Sonntag, 14. April, spielte Gibson Karten in der Lounge der Ersten Klasse mit dem Börsenmakler William Sloper und dem Anwalt Frederic Seward. Seward, Sloper, Gibson und Gibsons Mutter, Pauline Gibson, gingen zusammen an Deck und fanden es fast menschenleer vor (zu diesem frühen Zeitpunkt der Evakuierung war noch niemand alarmiert). Die Gruppe stand in der Nähe des Rettungsboots Nr. 7 an der Steuerbordseite. Dieses Boot wurde gegen 0.45 Uhr morgens, mehr als eine Stunde nach der Kollision, als erstes Rettungsboot zu Wasser gelassen. Gibsons Gruppe entkam in diesem Boot und wurde anschließend von dem Cunard-Dampfer Carpathia nach New York gebracht.
Einen Monat später spielte Gibson in dem zehnminütigen Kurzfilm Saved from the Titanic (Regie: Étienne Arnaud) mit, an dessen Drehbuch sie als Co-Autorin gearbeitet hatte und in welchem sie dasselbe Kleid wie in der Unglücksnacht trug. Der Film wurde am 14. Mai 1912, vier Wochen nach dem Unglück, veröffentlicht.
1911 begann sie eine Affäre mit dem verheirateten amerikanischen Filmmogul Jules Brulatour (1870–1946). 1913 tötete sie in New York einen Passanten, indem sie ihn mit Brulatours Sportwagen überfuhr. Dieser Unfall zog einen Gerichtsprozess nach sich, in dessen Verlauf die Liaison zwischen Gibson und Brulatour aufgedeckt wurde. Brulatours Ehefrau, mit der er drei Kinder hatte, ließ sich von ihm scheiden und er heiratete Dorothy am 6. Juli 1917 in Kentucky. Er verließ sie 1919 für die jüngere Schauspielerin Hope Hampton (1897–1982) und heiratete sie 1923. 1928 unternahmen Dorothy und ihre Mutter eine weitere Reise nach Europa, von der sie allerdings nicht mehr in die Vereinigten Staaten zurückkehrten.
Gibson lebte fortan in Frankreich und während des Zweiten Weltkriegs auch in Italien. Während dieser Zeit galt sie als Nazi-Sympathisantin, leugnete dies jedoch und wurde 1944 in San Vittore als Antifaschismus-Aktivistin inhaftiert. Von dort konnte sie mit zwei anderen Gefangenen, dem Journalisten Indro Montanelli und General Bartolo Zambon fliehen.
Dorothy Gibson starb 1946 im Alter von 56 Jahren im Hotel Ritz in Paris an Herzversagen.

## Filmografie
- 1911: A Show Girl's Stratagem (Regie: Harry Solter)
- 1911: The Angel of the Slums (Regie: Joseph A. Golden)
- 1911: Good for Evil
- 1911: Hands Across the Sea in '76 (Regie: Lawrence B. McGill)
- 1911: Miss Masquerader
- 1911: The Musician's Daughter (Regie: Jay Hunt)
- 1911: The Wrong Bottle
- 1912: Divorcons
- 1912: Mamie Bolton
- 1912: Love Finds a Way
- 1912: The Awakening
- 1912: The Guardian Angel
- 1912: Bridge (Regie: Étienne Arnaud)
- 1912: The Kodak Contest (Regie: Harry C. Mathews)
- 1912: It Pays to Be Kind (Regie: G. T. Evans)
- 1912: A Living Memory (Regie: Alec B. Francis)
- 1912: Brooms and Dustpans
- 1912: The White Aprons (Regie: Étienne Arnaud)
- 1912: A Lucky Holdup (Regie: Delmar E. Clarke)
- 1912: The Legend of Sleepy Hollow (Regie: Étienne Arnaud)
- 1912: The Easter Bonnet
- 1912: Revenge of the Silk Masks (Regie: Étienne Arnaud)
- 1912: Saved from the Titanic (Regie: Étienne Arnaud)
- 1912: Roses and Thorns